# فشرده‌سازی پالس
فشرده‌سازی پالس (Pulse compression) یک روش پردازش سیگنال است که معمولاً توسط رادار ، سونار و اکوگرافی برای افزایش دامنه وضوح و همچنین نسبت سیگنال به نویز استفاده می‌شود. این با مدوله کردن پالس منتقل شده و سپس همبستگی سیگنال دریافتی با پالس منتقل شده، حاصل می‌شود.

## پالس ساده

### توضیحات سیگنال
ساده‌ترین سیگنالی که یک رادار پالس می‌تواند انتقال دهد یک پالس دامنه سینوسی است‌ {\displaystyle A}، و فرکانس حامل {\displaystyle f_{0}}، بریده شده با یک تابع مستطیلی عرض {\displaystyle \scriptstyle T}. پالس به‌طور متناوب ارسال می‌شود، اما این موضوع اصلی این مقاله نیست. ما فقط یک پالس {\displaystyle s} را در نظر خواهیم گرفت. اگر فرض کنیم که پالس را در زمان {\displaystyle t\,=\,0} شروع کنیم، با استفاده از نماد مختلط، سیگنال را می‌توان به روش زیر نوشت:
{\displaystyle s(t)=\left\{{\begin{array}{ll}Ae^{2i\pi f_{0}t}&{\text{if}}\;0\leq t<T\\0&{\text{otherwise}}\end{array}}\right.}

## یادداشت
1. ↑  J. R. Klauder, A. C, Price, S. Darlington and W. J. Albersheim, ‘The Theory and Design of Chirp Radars,” Bell System Technical Journal 39, 745 (1960).